# 楊成 (嘉靖壬辰進士)
杨成（1499年—1556年），字全卿，号水田，南京留守中衞軍籍湖广桃源县人，明朝政治人物。

## 生平
嘉靖四年（1525年）乙酉科應天府乡试第四十四名举人，十一年（1532年）壬辰科会试七十五名，廷试二甲七十名进士。礼部观政，授南京兵部主事，历升员外郎、郎中，遷嚴州府知府，曾严禁当地溺杀女婴等陋俗。升广东按察司副使，官至四川布政司左参政。卒年五十八。

## 家族
曾祖杨福，百户。祖父杨海，百户。父杨宽，百户。母李氏。弟杨武，百户；杨咸；杨式；杨職。